# Museo delle cere (Caserta)
Il Museo delle Cere "Le Muse", di Caserta, non è più ospitato all'interno del Convento di Sant'Agostino nel pieno centro storico della città. 
Le sezioni sono rappresentate da quadri nei quali sono collocati i personaggi storici, ad oggi 27, con abiti appositamente realizzati: punto di partenza è la ricostruzione storica del periodo Borbonico fino alla commemorazione di grandi artisti campani.
Contiene riproduzioni realistiche di poeti e autori teatrali come Salvatore Di Giacomo e Raffaele Viviani, o di artisti come Totò, Vittorio De Sica, Massimo Troisi, Enrico Caruso, Eduardo e Peppino De Filippo.
Il Museo, terzo in Italia dopo quelli di Roma e Milano, è unico nel suo genere in tutto il Sud Italia ed è un implicito invito a studiare meglio la storia del Mezzogiorno stesso e del Regno di Napoli. È in itinere il progetto di ampliamento del Museo che sta riscuotendo un grande successo con numerose vistite di scolaresche.